# 세상이 망할지라도 정의를 행하라
세상이 망할지라도 정의를 행하라(라틴어: Fiat iustitia, et pereat mundus 피아트 유스티티아, 엣 페레아트 문두스[*])는 라틴어 문장으로, 신성로마황제 페르디난트 1세의 좌우명이었다. 그 전거는 요하네스 야코부스 마늘리우스의 책 『신학총론』(Loci Communes, 1563년)으로 추측된다.
또 한명의 유명한 사용자는 이마누엘 칸트로, 1795년 『영구평화론』에서 자신의 반공리주의적 윤리철학을 요약하기 위해 사용했다. 칸트는 이 문장을 “세상의 악들이 정의로 인해 모두 죽게 되더라도 정의를 행하라”로 해석했다.
루트비히 폰 미제스는 변형한 버전인 “세상이 망하지 않도록 정의를 행하라”(라틴어: Fiat justitia, ne pereat mundus)를 자신의 철학을 설명하는 말로 사용했다.